# Heterodontus
Genre
Synonymes
- Centracion Gray, 1831[1]
- Cestracion Bosc, 1816[1]
- Gyropleurodus Gill, 1862[1]
- Heterodontis[1]
- Molochophrys Whitley, 1931[1]

Heterodontus est un genre de requins primitifs. La famille et l'ordre de ce groupe sont monotypiques.

## Description
Leur synapomorphie est d'avoir un dard empoisonné sur chacune de leurs deux nageoires dorsales, comme les requins fossiles d'il y a 150 millions d'années (mais aussi quelques espèces actuelles de l'ordre des squaliformes). La bouche, caractéristique des Hétérodontiformes, se trouve loin devant le nez et contient de petites dents permettant de saisir les proies et plus grosses pour broyer les crustacés dont ils se nourrissent (le nom du genre signifie « dents étranges » en grec). Ils possèdent, en outre, des narines proéminentes et largement espacées. La tête est anguleuse et les nageoires pectorales souvent larges. 
Ils sont relativement petits puisqu'ils mesurent de 50 à 150 cm (rarement jusqu'à 2 m). Ils vivent dans les eaux tropicales et subtropicales.
Ce sont des requins ovipares, qui pondent des grappes d’œufs dans un réceptacle spiralé brun attaché au substrat par des vrilles. 

## Espèces ancestrales
Les Heterodontiformes sont apparus tôt dans le Jurassique, bien avant les autres Galeomorphii, groupe qui inclut tous les requins modernes sauf les Scyliorhinidae, Dalatiidae et Squalidae. Ils n'ont cependant jamais été très répandus.

## Espèces
Espèces actuelles selon World Register of Marine Species (29 juin 2021) et FishBase (29 juin 2021) :

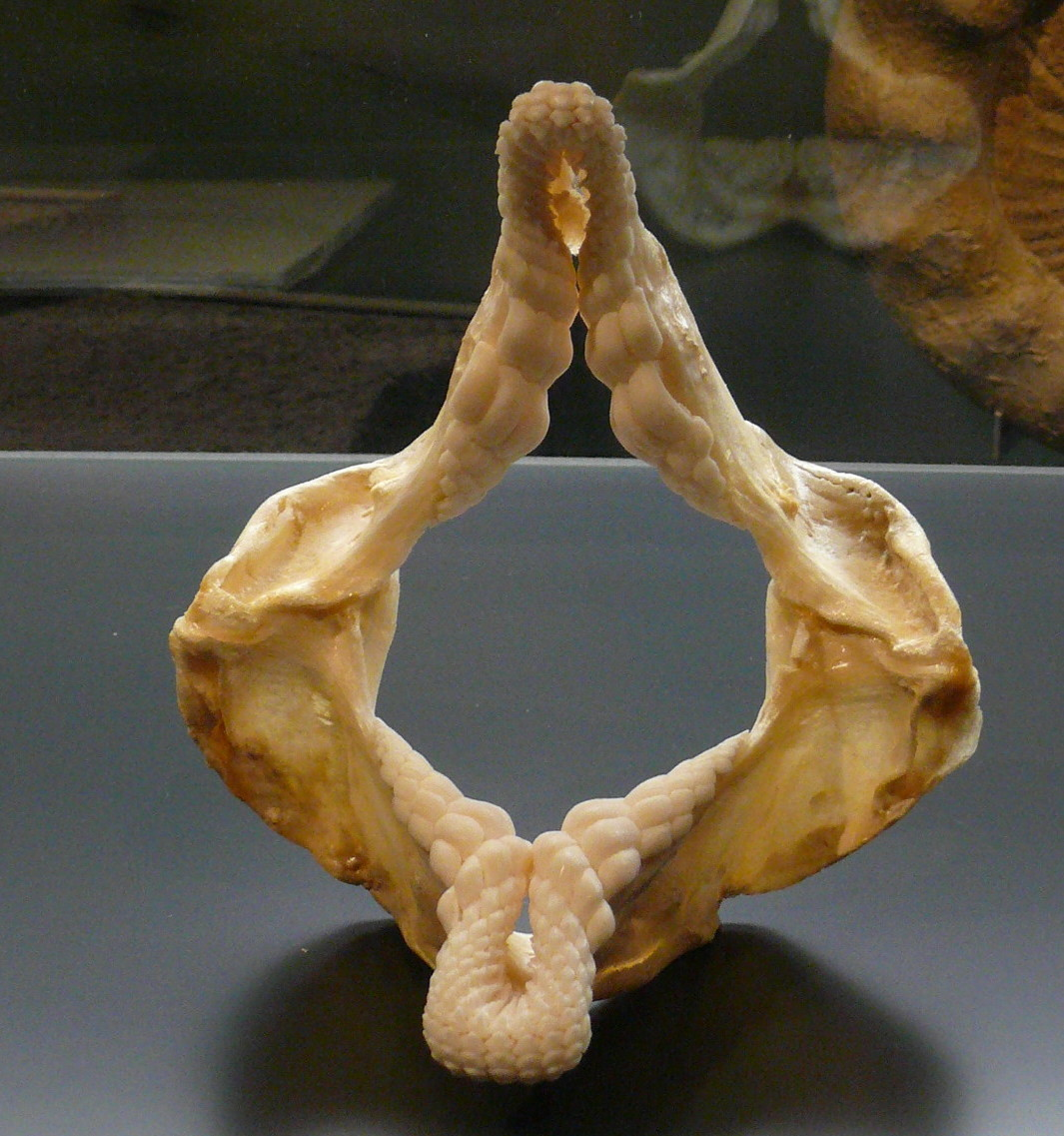
Mâchoire d'un Heterodontus portusjacksoni.

- Heterodontus francisci Girard, 1855
- Heterodontus galeatus Günther, 1870
- Heterodontus japonicus Maclay & W. J. Macleay, 1884
- Heterodontus mexicanus L. R. Taylor & Castro-Aguirre, 1972
- Heterodontus omanensis Z. H. Baldwin, 2005
- Heterodontus portusjacksoni F. A. A. Meyer, 1793
- Heterodontus quoyi Fréminville, 1840
- Heterodontus ramalheira J. L. B. Smith, 1949
- Heterodontus zebra J. E. Gray, 1831
- Heterodontus sp. X Jose I. Castro (espèce en cours de description)

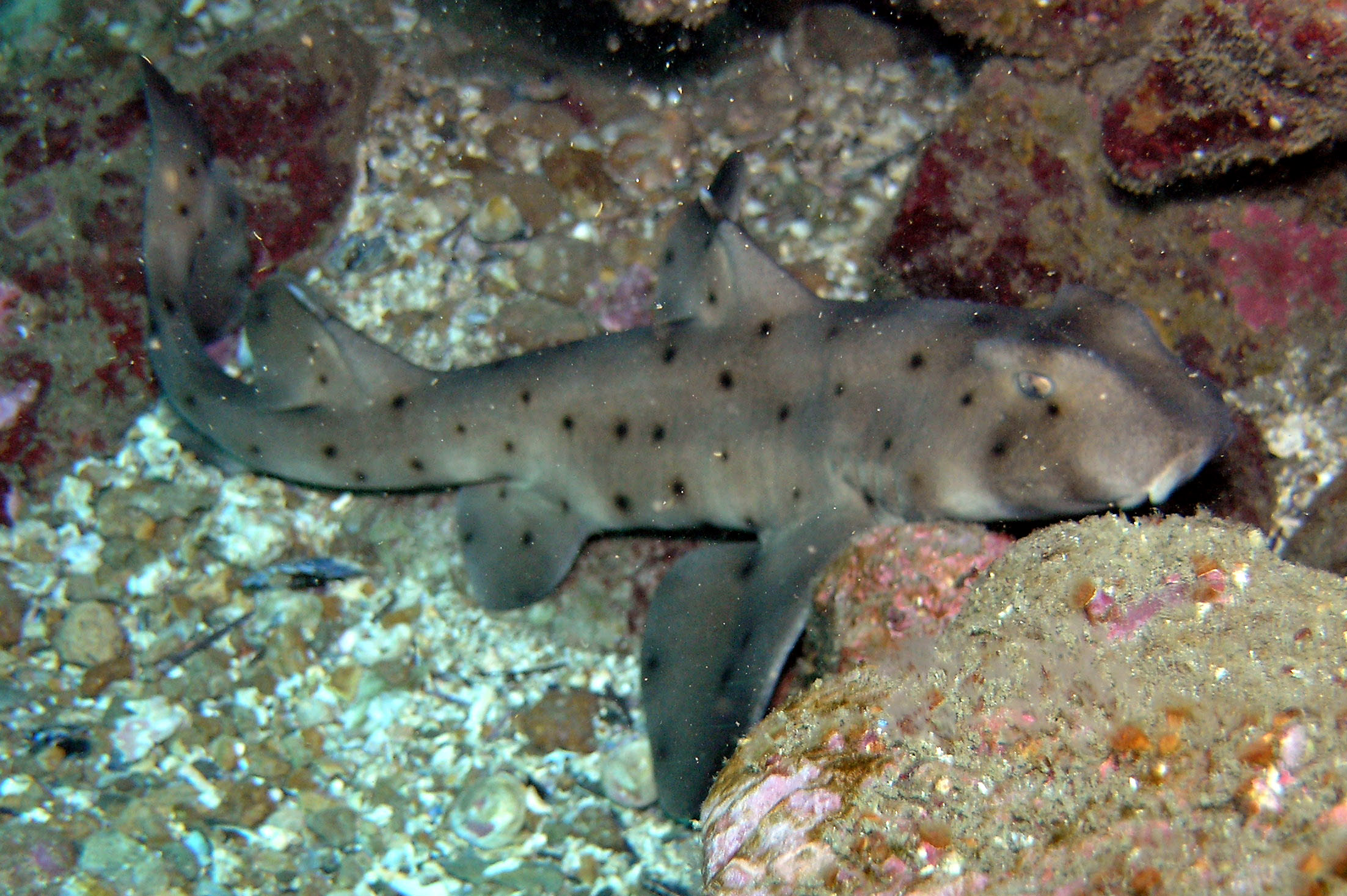
Heterodontus francisci
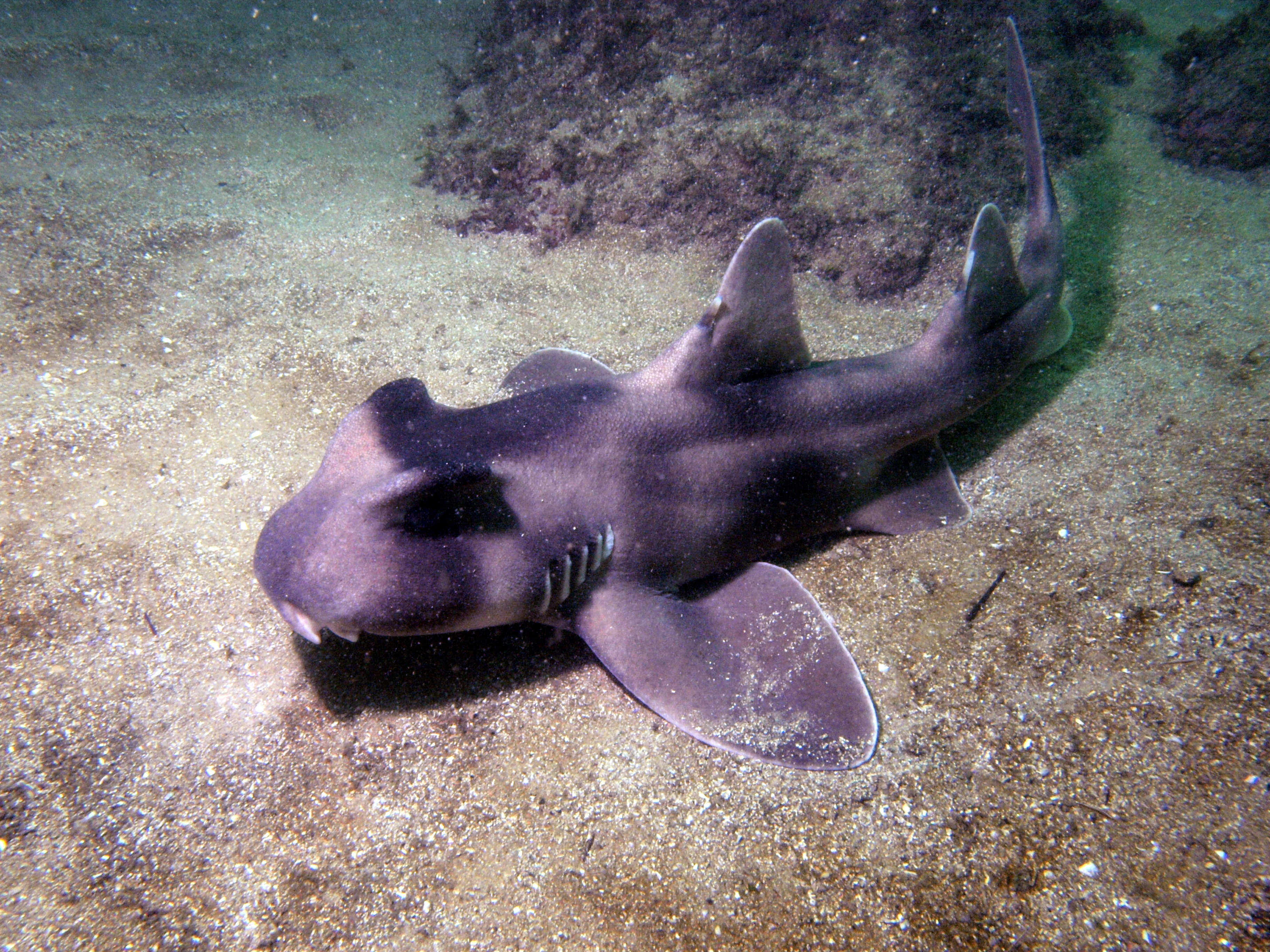
Heterodontus galeatus
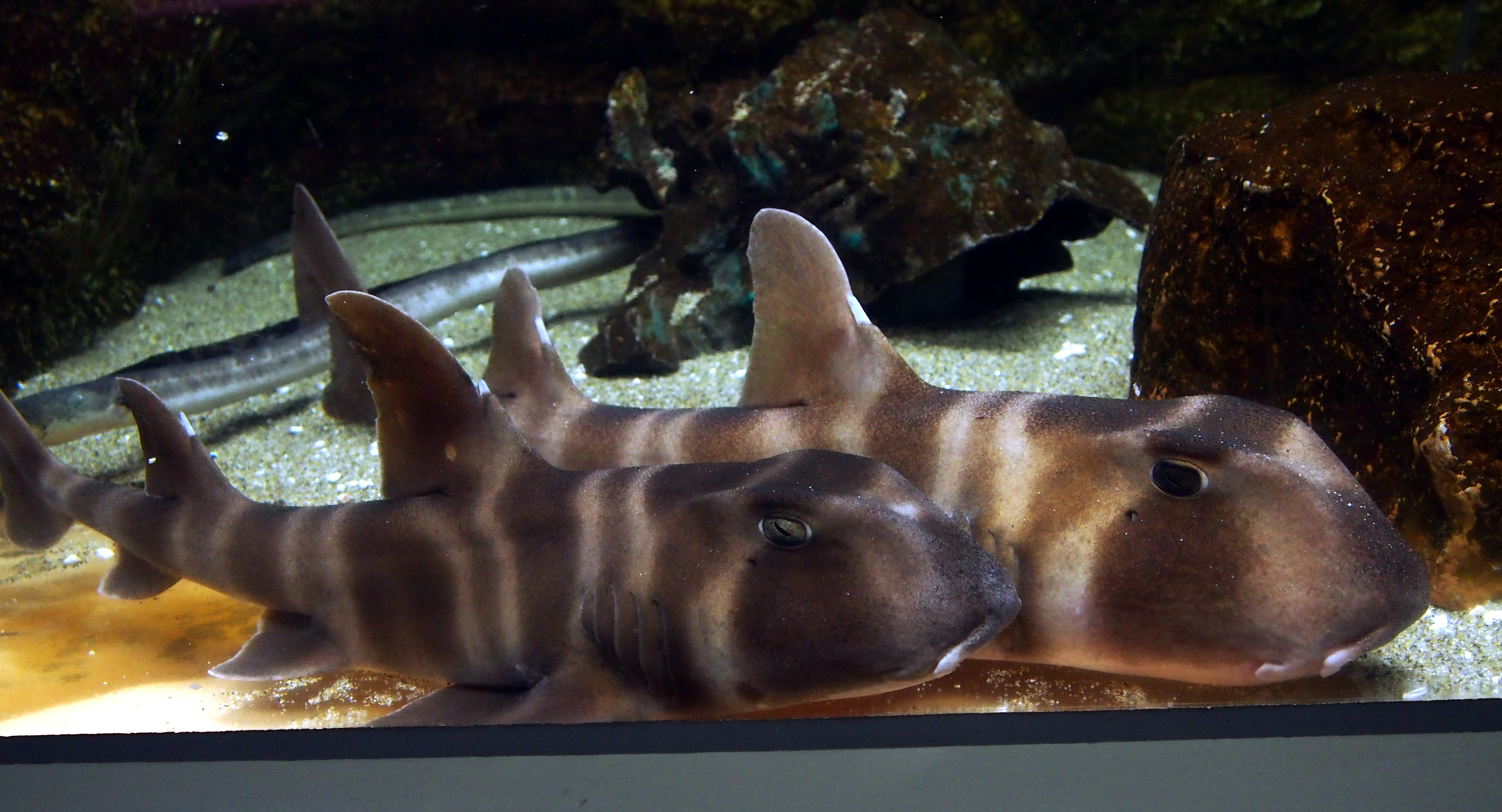
Heterodontus japonicus
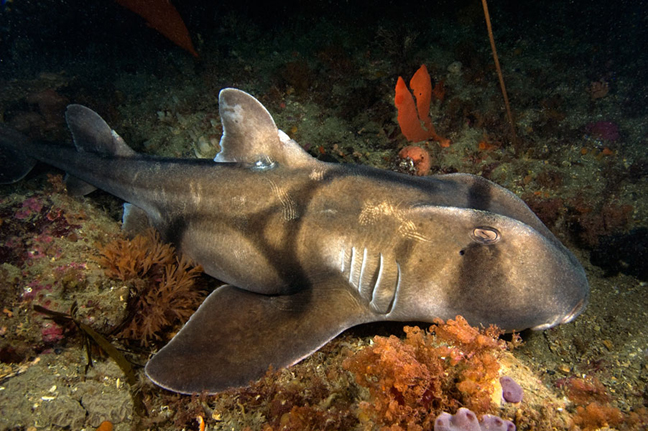
Heterodontus portusjacksoni
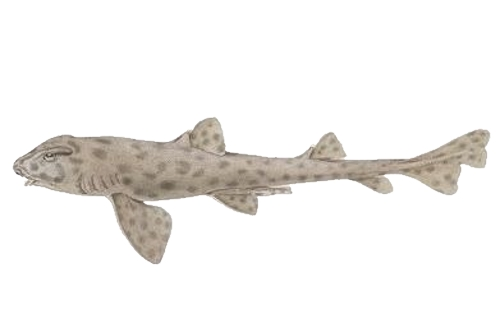
Heterodontus quoyi
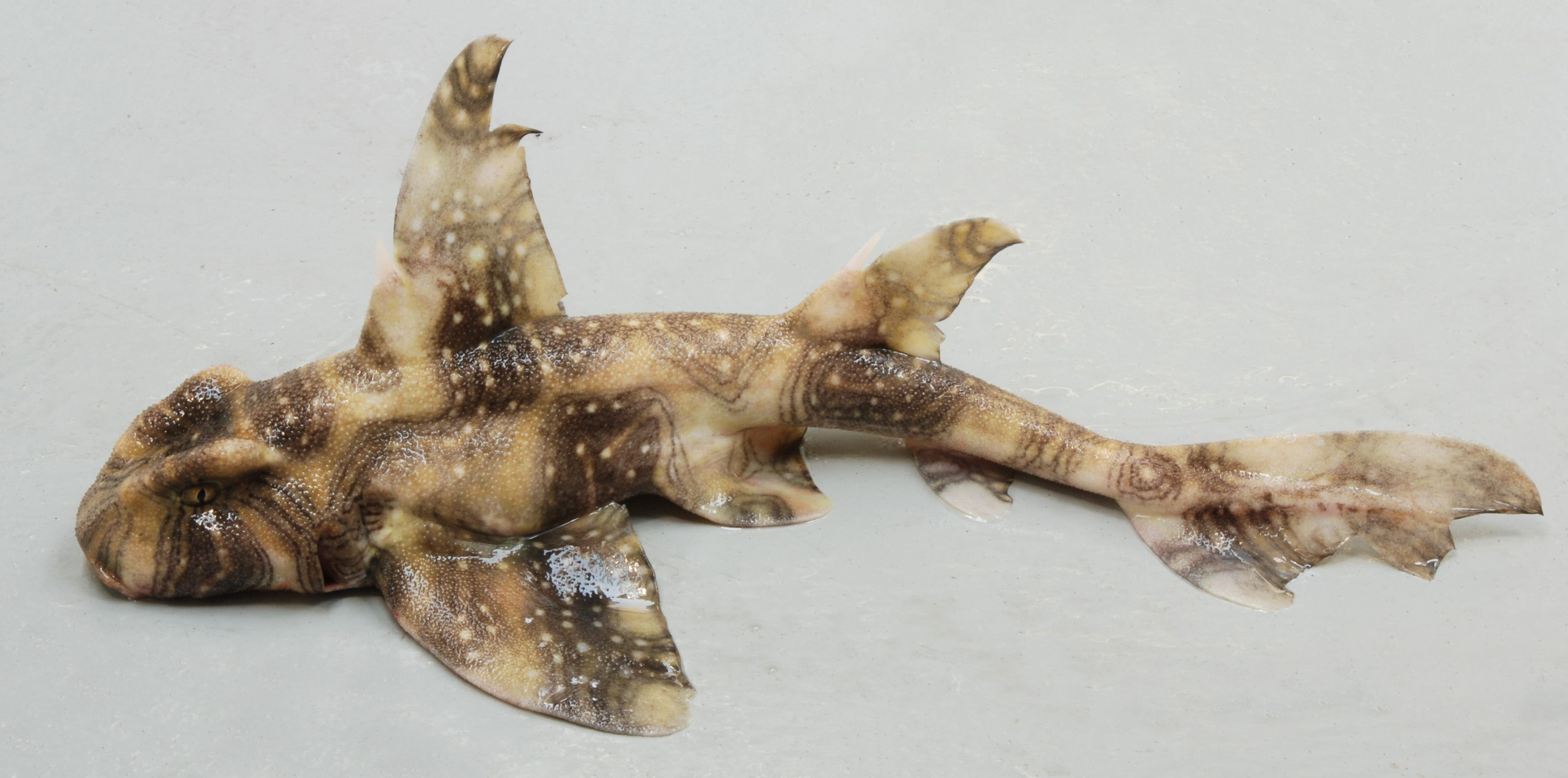
Heterodontus ramalheira
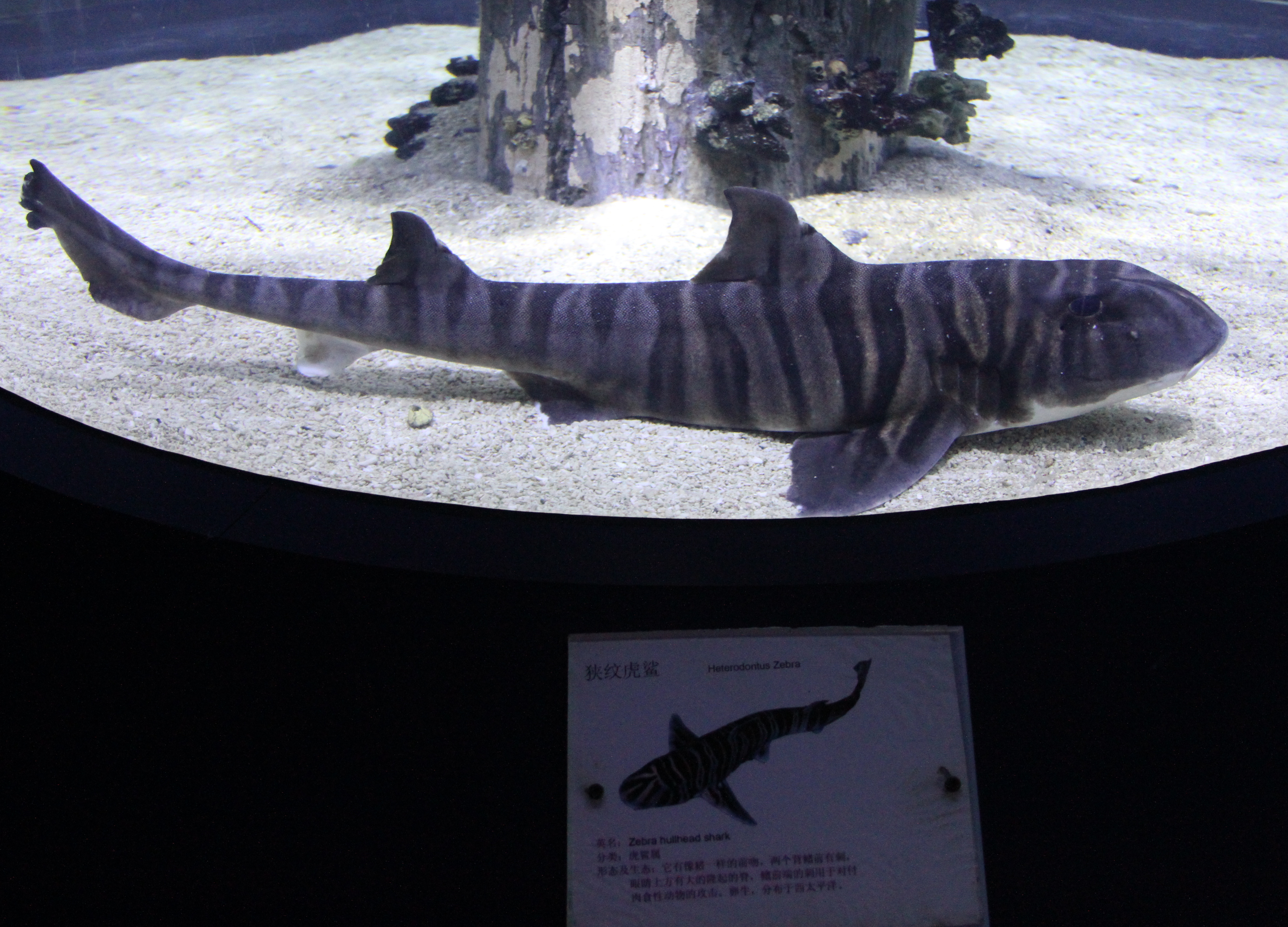
Heterodontus zebra
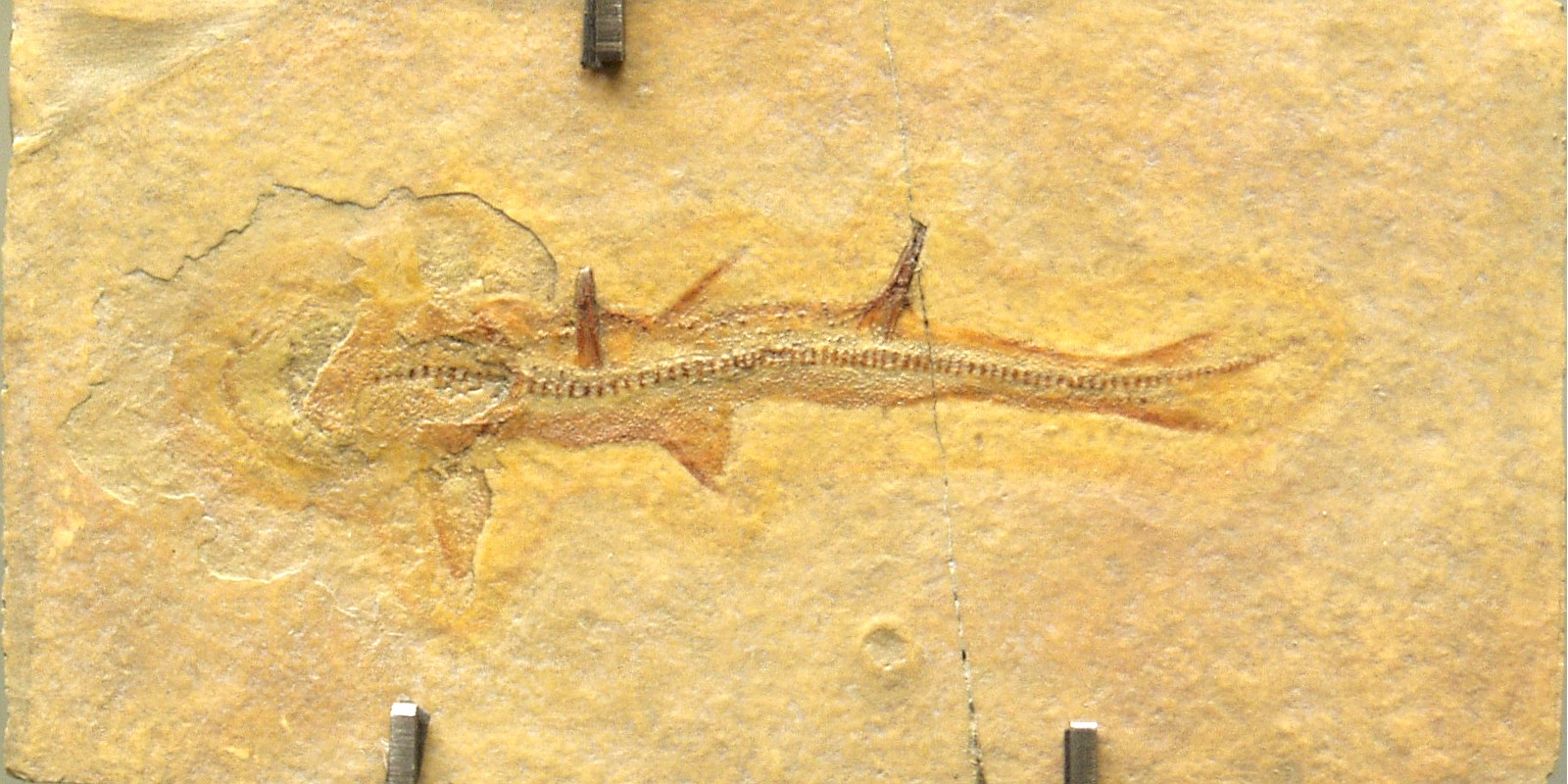
Fossile de Heterodontus zitteli

Espèce fossiles selon Paleobiology Database (29 juin 2021) :
- Cestracion cainozoicus †
- Cestracion coleridgensis †
- Cestracion elongatus †
- Cestracion longidens †
- Cestracion novozelandicus †
- Cestracion sulcatus †
- Cestracion vincenti †
- Heterodontus cainozoicus †
- Heterodontus canaliculatus †
- Heterodontus carerens †
- Heterodontus duffini †
- Heterodontus havreensis †
- Heterodontus lerichei †
- Heterodontus lonzeensis †
- Heterodontus maisierensis †
- Heterodontus philippi †
- Heterodontus pineti †
- Heterodontus rugosus (Agassiz, 1839) †
- Heterodontus semirugosus †
- Heterodontus sowasheense †
- Heterodontus upnikensis †
- Heterodontus wardensis †
- Heterodontus woodwardi †